# Constanța (stacja kolejowa)
Constanța – stacja kolejowa w Konstancy, w okręgu Konstanca, w Rumunii. Stacja posiada 3 perony.